# Micronaire
Micronaire je měrná jednotka označující jak jemnost tak i stupeň zralosti bavlny.
Systém micronaire byl poprvé zaveden v USA ve 30. letech 20. století.

## Poměr fyzikálních veličin
- Závislost hodnoty micronaire na rozměrech vlákna byla definována (Thibodeaux v roce 1998) empirickým vzorcem[1]

{\displaystyle Micronaire={\sqrt {8,56.({\frac {A}{P}})^{2}+1,196-2,35}}}
kde
A = plocha sekundární stěny vlákna
P = obvod příčného řezu vlákna
- Poměr hodnoty micronaire k jemnosti vlákna v dtex se někdy udává přibližným vztahem:

{\displaystyle dtex={\frac {Micronaire}{2,54}}}

## Zkušební přístroj

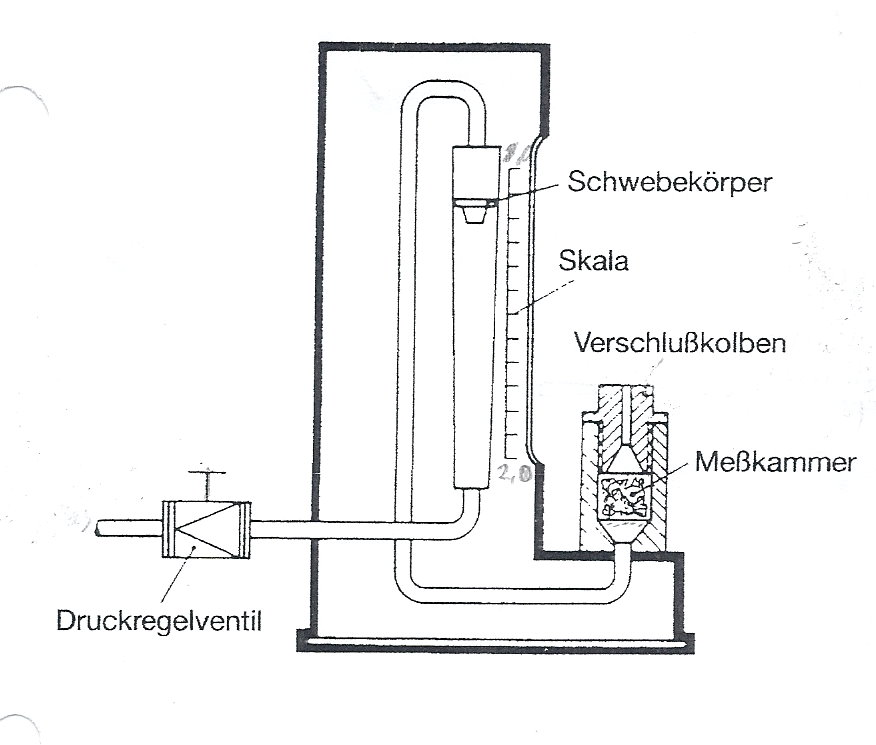
Schéma měření micronairu

Zkušební přístroj (viz schematický nákres vpravo) pracuje na principu měření proudu stlačeného vzduchu při průchodu svazkem bavlněných vláken. Systém měření vychází z předpokladu, že jemnější vlákna mají větší povrchovou plochu a kladou větší odpor průchodu vzduchu než vlákna hrubší. Velikost změny tlaku se zaznamená na skále s rozsahem 2 – 8, nejjemnější bavlny vykazují hodnoty pod 3 micronaire, velmi hrubá vlákna asi 6 micronaire.
Konvenční přístroje měří např. svazek vláken o váze 4 g.
U moderních zařízení (asi od roku 1990) je měření micronairu integrováno (spolu s testováním desítky dalších vlastností bavlny) v poloautomatickém agregátu z přístrojů pro komplexní hodnocení jakosti vlákna (High Volume Instruments). Ke zkoušení se předkládá vzorek o váze 10 g.